# Salix pyrolifolia
Salix pyrolifolia — вид квіткових рослин із родини вербових (Salicaceae).

## Морфологічна характеристика
Це кущ чи невелике чи велике дерево. Гілочки жовтувато-коричневого чи каштанового кольору, у молодому віці волосисті. Листки на ніжках 2–7 мм, спочатку запушена, потім ± гола; листкова пластинка округла, яйцеподібна чи яйцювато-еліптична, 2–8 × 1.5–6 см, абаксіально (низ) білувата, гола, адаксіально зелена, край зубчастий, верхівка коротко загострена або закруглена. Сережки 3–4 см. Чоловіча квітка: тичинок 2; пиляки жовті. Жіноча сережка подовжена. Жіноча квітка: зав'язь конічна, гола. Коробочка бурувата, 6–7 мм.

## Середовище проживання
Монголія, Пн. Росія; Європа (Фінляндія), Китай [пн. Хейлунцзян, сх. Внутрішня Монголія, пн. Сіньцзян]. Населяє узбережжя річок, узлісся; на висотах 130–1700 метрів.

## Використання
Цей вид продається як декоративна рослина у Фінляндії.